# Milo Đukanović
Milo Đukanović (in cirillico: Мило Ђукановић?; Nikšić, 15 febbraio 1962) è un politico montenegrino, Presidente della Repubblica del Montenegro dal maggio 2018 al maggio 2023; in passato ha già ricoperto questa carica dal febbraio 1998 al gennaio 2003.
È stato anche Primo ministro del Montenegro per quattro mandati: dall'8 gennaio 2003 al 10 novembre 2006, dal 28 febbraio 2008 al 21 dicembre 2010, dal 15 febbraio 1991 al 5 febbraio 1998 e dal 4 dicembre 2012 al 28 novembre 2016.

## Biografia e carriera politica
Entra in politica come membro della Lega dei Comunisti di Jugoslavia; all'inizio del 1989, come sostenitore di Slobodan Milošević, partecipa alla cosiddetta Rivoluzione Antiburocratica che rovescia la leadership in Montenegro. Milo diviene membro di spicco della nuova nomenclatura. Nei primi anni, insieme al presidente montenegrino Momir Bulatović, è un alleato di Slobodan Milošević. Nel 1991 diviene premier e nello stesso anno la Lega dei Comunisti del Montenegro è trasformata in Partito Democratico dei Socialisti del Montenegro (DPS), che da allora ha vinto tutte le elezioni multipartitiche. Durante la dissoluzione della Jugoslavia ha sostenuto le forze di Serbia e Montenegro partecipando personalmente all'assedio di Ragusa. Nel 1992 la Repubblica di Montenegro diventa parte di un nuovo stato chiamato Repubblica Federale di Jugoslavia.
Nel 1997 però cambia politica e ricevendo appoggio dall'Occidente si sposta su tesi indipendentistiche e anti-serbe. Perciò si vede costretto a rompere con parte della dirigenza del DPS e con lo stesso Bulatović. Nel 2006 sarà il leader dello schieramento separatista che vincerà il referendum sull'indipendenza nel 2006.
La sua politica economica si concentra sullo sviluppo del turismo e sulla privatizzazione. Il cantiere navale di Tivat, che era l'orgoglio della marina jugoslava, è stato acquistato dal miliardario canadese Peter Munk dopo l'indipendenza del Montenegro e convertito in un porto turistico per ricchi stranieri. La fonderia di alluminio di Podgorica - l'unica grande industria del paese - è stata venduta nel 2005 all'uomo d'affari russo Oleg Deripaska, che ha anche unito le forze con il banchiere britannico Jacob Rothschild e l'oligarca francese Bernard Arnault in un progetto per costruire "una nuova Monaco" sulle rive dell'Adriatico. Gran parte dell'ex terreno militare è stato venduto a investitori, tra cui i figli del presidente azero İlham Əliyev e il miliardario egiziano Samih Sawiris, che stanno costruendo un complesso di lusso e residenze. Le reti criminali hanno anche approfittato del frenetico sviluppo delle attività turistiche e hanno investito in progetti di hotel, casinò e parchi di divertimento. L'Hotel Splendid, il più emblematico di queste costruzioni, ha ospitato i sontuosi matrimoni dei figli del più potente "padrino" del Montenegro, Branislav Mićunović, in presenza delle élite del paese.
La privatizzazione ha incoraggiato la corruzione e arricchito coloro che sono vicini al governo. Così, secondo Milka Tadić Mijović, presidente del Centre for Journalistic Investigation, "quelli al vertice prendono la maggior parte della corruzione. Negli ultimi trent'anni, la maggior parte delle imprese statali sono state privatizzate in modo occulto. Ðukanović e la sua famiglia sono diventati le persone più ricche del paese. Suo fratello Aleksandar, che era disoccupato, controlla il capitale della più grande istituzione finanziaria del Montenegro, Prva Banka. Sua sorella Ana, che era giudice durante le privatizzazioni, possiede uno dei più grandi studi legali. Un investitore straniero che non vuole avere problemi farà bene a usare i servizi di questa ditta.
Questa politica ha anche contribuito a rafforzare le disparità regionali e le disuguaglianze sociali. Il tasso di disoccupazione sale al 36,6% nella parte settentrionale del paese, rispetto al 3,9% nella regione costiera, mentre un quarto della popolazione vive sotto la soglia di povertà (2018).

## Controversie
Milo Đukanović è stato sospettato di legami personali e politici per contrabbando di tabacco a livello diffuso in Montenegro per tutto il 1990. Le autorità italiane hanno fatto cadere tutte le accuse contro di lui nel mese di aprile 2009.
Nel luglio 2003, la Procura di Napoli lega Đukanović con un racket della criminalità organizzata con un giro di affari del valore di miliardi di euro. Emerge anche un suo presunto coinvolgimento nel contrabbando di tabacco, accuse che egli nega, definendole un "abominevole trucco politico", volto a criminalizzare lui e il suo paese.
Il 16 aprile 2003, il Giudice per le indagini preliminari di Napoli respinse la richiesta all'Ufficio Antimafia riguardante l'emissione di un mandato di arresto nei confronti dello stesso Đukanović, sostenendo che fosse immune dall'arresto come primo ministro del Montenegro. L'ufficio indagò su di lui per un breve periodo, chiedendo inoltre che fosse arrestato come misura precauzionale.
Sul caso è stato presentato ricorso al Tribunale del Riesame di Napoli, il quale respinse la richiesta d'arresto di Đukanović. Oltre a rivendicare la sua immunità, è stato descritto come socialmente non-pericoloso, nonché inconsapevole dei crimini attribuitigli.
Il caso è stato quindi presentato ancora una volta appello, alla Corte di cassazione. Il 28 dicembre 2004, la Corte si è pronunciata a favore della presidenza antimafia sostenendo che il Montenegro non fosse uno Stato sovrano, e che, pertanto, Đukanović non godesse di immunità diplomatica.
Dopo il referendum per l'indipendenza, l'avvocato di Đukanović, Enrico Tuccillo, affermò che "il referendum ha confermato la premessa del primo ministro, Milo Đukanović, circa la sovranità del Montenegro: quindi senza alcun dubbio, oggi gode dell'immunità, concessa ai capi di Stato e di governo."
Il 27 marzo 2008 Đukanović si recò in una visita a basso profilo presso l'ufficio del procuratore di Bari, durante la quale fu interrogato per 6 ore e mezza rispondendo alle domande del Pubblico Ministero circa le accuse contro di lui. In tale occasione, l'avvocato di Đukanović sostenne di avere prove che dimostravano che, nel momento in cui il suo cliente aveva presentato la richiesta di deporre alle autorità giudiziarie italiane a Bari, non era stato occupato nessun ufficio pubblico di alcun tipo e, pertanto, non vi era intenzione di avvalersi dell'immunità. Nel mese di aprile 2009 le autorità chiusero il caso contro Đukanović.

### Ricchezza ed evasione fiscale
Con una fortuna stimata di 11,5 milioni di euro nel 2010, è stato classificato dal quotidiano The Independent come il 20° dirigente più ricco del mondo nel 2010.
Nel 2015 l'organizzazione OCCRP (Organized Crime and Corruption Reporting Project) gli conferisce il premio come Persona dell'Anno per la Corruzione ed il Crimine Organizzato
Il suo nome è stato menzionato nei Pandora Papers nell'ottobre 2021. Lui e suo figlio sono elencati come proprietari di trust nelle Isole Vergini Britanniche. Sua sorella, Ana Kolarević, è già apparsa nei Panama Papers nel 2016.